# 高島勲 (オペラ演出家)
高島 勲（たかしま いさお、1952年 - ）は、日本のオペラ演出家、プロデューサー。

## 来歴
長野県高遠町出身。1975年、駒澤大学経済学部卒業。東京ドイツ文化センター語学部に勤務。
1979年渡独。ミュンヘン大学演劇科を経て、ウィーン大学大学院演劇研究科修了（修士）。その間、ミュンヘン、バイロイト、ウィーン、ザルツブルク等の歌劇場で照明スタッフ、舞台監督、演出助手等として研鑽を積む。 
A.エヴァーディング、M.ハンペ、W.ヘルツォーク、H.ミュラー、鈴木啓介、江守徹、市川猿之助、蜷川幸雄、浅利慶太のアシスタントを務める。五島記念文化賞オペラ新人賞受賞、ローム音楽財団の助成を得てヨーロッパ各地で研修。
1994年、日生劇場「魔弾の射手」によりオペラ演出デビュー。以降、NHK交響楽団シャルル・デュトワ音楽監督就任記念コンサート「火刑台のジャンヌ・ダルク」、「囚われ人／レクイエム」、埼玉芸術劇場「トゥーランドット」、2002年読売日本交響楽団創立40周年記念「パルジファル」、2003年愛知県芸術劇場開場10周年記念公演「仮面舞踏会」などを演出。東京シティ・フィル、オーケストラル・オペラシリーズ「リング」では、舞台とオーケストラが共存する新たな演出空間を創造した。
新国立劇場海外調査員、専門嘱託を経て、日生劇場評議員、同シニア・アドヴァイザー、彩の国さいたま芸術劇場参与、東京芸術大学（演奏芸術センター）非常勤講師、日生劇場芸術参与（ - 2017年11月末まで）を歴任。

## 受賞
- 1990年度 五島記念文化賞オペラ新人賞[7]

## 主な作品
- 1984年夏 バイロイト音楽祭舞台監督
- 1988年9月 Bunkamura開場記念バイロイト･オペラ公演 舞台監督
- 1989年11月 日生劇場オペラ「トリスタントとイゾルデ」演出補
- 1994年 日生劇場「摩弾の射手」オペラ演出デビュー
- 1996年 
  - NHK交響楽団シャルル・デュトワ音楽監督就任記念公演「火刑台のジャンヌ・ダルク」演出
  - 「囚われ人／レクイエム」演出
- 1998年 新国立劇場「魔笛」演出補
- 1999年 NHK交響楽団特別公演 「囚われびと」演出
- 2000年 
  - 愛知県芸術劇場大ホール「忠臣蔵」演出
  - 東京シティ・フィル創立25周年記念「ラインの黄金」演出
- 2000年 - 2003年 東京シティ・フィルオーケストラ・オペラ「ニーベルングの指輪」演出
- 2001年 
  - 「蝶々夫人」演出（浅利慶太　原演出）
  - 東京シティ・フィルオーケストラル・オペラⅡ「ヴァルキューレ」演出
- 2002年 
  - 東京シティ・フィルオーケストラル・オペラⅢ「ジークフリート」演出
  - 埼玉芸術劇場「トゥーランドット」演出
  - パリシャトレ座「金鶏」演出（市川猿之助・原演出）
  - 読売日本交響楽団創立40周年記念「パルジファル」演出
- 2003年 
  - 愛知県芸術劇場開場10周年記念公演「仮面舞踏会」演出
  - 東京シティ・フィル オーケストラル・オペラシリーズ「リング」演出
- 2004年 日生劇場「後宮よりの逃走」演出
- 2005年 
  - 埼玉芸術文化振興財団「イル・トロヴァトーレ」演出
  - マドリッド王立レアル劇場「影のない女」演出
- 2006年 
  - ザルツブルク音楽祭「午後の曳船」演出
  - 日生劇場「利口な女狐の物語」演出
- 2008年 日生劇場開場45周年記念公演「魔笛」演出
- 2010年 日生劇場オペラ教室「オルフェオとエウリディーチェ」演出[8]

## セミナーなど
- 2018年4月～松江クラシックス音楽祭2018・オペラセミナー（全3回～2019年3月）[9]